# Bisdom Iglesias
Het bisdom Iglesias (Latijn: Dioecesis Ecclesiensis; Italiaans: Diocesi di Iglesias) is een op het Italiaanse eiland Sardinië gelegen rooms-katholiek bisdom met zetel in de stad Iglesias. Het bisdom behoort tot de kerkprovincie Cagliari en is, samen met de bisdommen Lanusei en Nuoro, suffragaan aan het aartsbisdom Cagliari.
Het bisdom werd opgericht op 8 mei 1763.

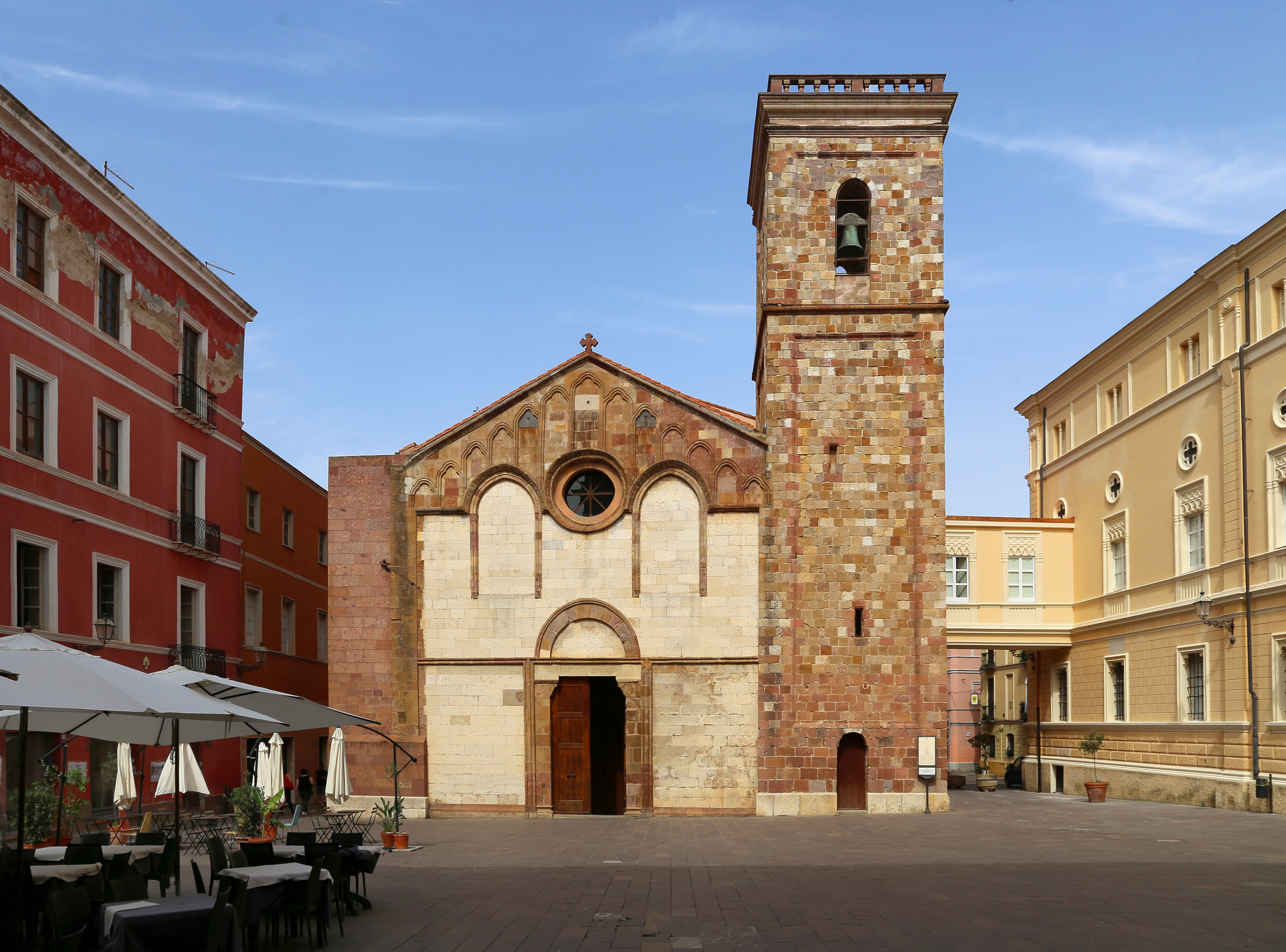
Kathedraal van Iglesias